# يلا بوليفارد (مسرحية)
مسرحية يلا بوليفارد هي مسرحية كوميدية تعرض ضمن فعاليات موسم الرياض 2022 على مسرح بكر الشدي في منطقة بوليفارد رياض سيتي في الفترة ما بين 22 و29 أكتوبر 2022. تدور أحداثها تدور حول المواقف الكوميدية التي يتعرض لها نجوم مسلسل شباب البومب أثناء زيارتهم إلى البوليفارد.

## الممثلون
- فيصل العيسى
- عبد العزيز الفريحي
- مهند الجميلي
- محمد الدوسري
- سليمان المقيطيب
- هيلدا ياسين